# Neuwuischke

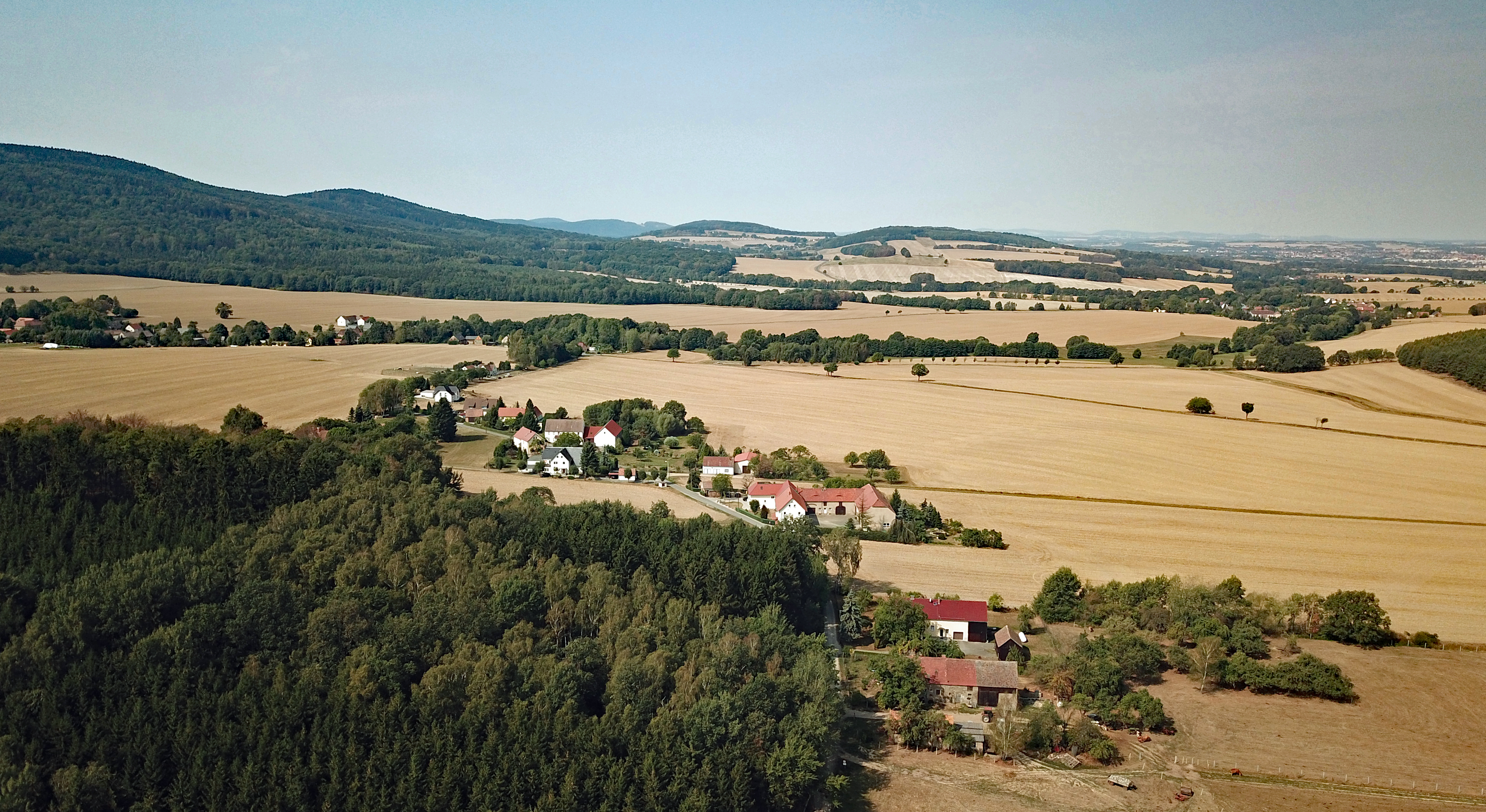
Luftbild

Neuwuischke, obersorbisch Nowy Wuježk, ist eine zum Ortsteil Wuischke gehörige Ansiedlung der sächsischen Gemeinde Hochkirch im Landkreis Bautzen. Es zählt zum offiziellen sorbischen Siedlungsgebiet in der Oberlausitz.

## Geographie
Neuwuischke befindet sich südlich von Hochkirch am Fuße des Czorneboh-Zuges in der Oberlausitz. Im Süden wird der Ort vom 494,2 m hohen Steinberg und 542 m hohen Hochstein, südöstlich vom 505,1 m hohen Kuppritzer Berg überragt.
Als Leitbodenform liegt Löss-Braunstaugley vor.

## Geschichte
Die Häuserzeile entstand in der Mitte des 19. Jahrhunderts auf dem nordöstlichen Teil der Wuischker Flur. Im Türsturz eines der Häuser ist die Jahreszahl 1837 angebracht.
Neuwuischke war nie eigenständig und bildete bis 1936 einen Ortsteil der Gemeinde Wuischke. Danach wurde es zusammen mit Wuischke nach Meschwitz eingemeindet. Seit 1973 gehört Neuwuischke zu Hochkirch.
Im April 1945 wurden im Wald südöstlich von Neuwuischke 85 sowjetische und polnische Kriegsgefangene hingerichtet. Am Platz des 1961 aufgefundenen Massengrabes entstand 1962 ein Ehrenmal. Westlich von Neuwuischke an der Wegegabelung nach Steindörfel und Hochkirch wurde später ein Obelisk errichtet, der an die insgesamt 95 Opfer dieses Todesmarsches in Neuwuischke und Meschwitz erinnert.